# Mohammad Javad Zarif
Mohammad Javad Zarif (persiska: محمدجواد ظریف), född 7 januari 1960 i Teheran, är en iransk islamist, diplomat och politiker som var Irans utrikesminister 2013-2021. Zarif var 2002–2007 Irans ambassadör vid Förenta Nationerna. Mohammad Javad Zarif var vicepresident för Islamiska republiken Iran mellan 1 augusti 2024 och 11 augusti 2024 innan han avgick.
Zarif ses av många som en så kallad ”reformist”, och det fanns en förhoppning om att han skulle ställa upp i det iranska presidentvalet 2021. Detta var ett val där samtliga reformister och många så kallade moderat konservativa kandidater diskvalificerades från medverkan i valet av den högste andlige ledaren Ayatollah Ali Khamenei som önskade säkra en seger för den djupt konservativa Ebrahim Raisi. 
Zarif kandiderade aldrig i valet utan lämnade politiken helt för att istället arbeta med undervisning på Teherans Universitet. En läckt inspelning där han anklagar den avlidne Qods-generalen Qasem Soleimani för att ha lagt sig i diplomatin avseende kärnenergiavtalet JCPOA, kan ha haft en avgörande betydelse i detta beslut.